# Neriene kibonotensis
Neriene kibonotensis là một loài nhện trong họ Linyphiidae.
Loài này thuộc chi Neriene. Neriene kibonotensis được Albert Tullgren miêu tả năm 1910.